# Jeanne Darville
Jeanne-Yvonne Maria Darville, ursprungligen d'Arville, född 18 augusti 1924 i Köpenhamn, död 9 maj 1995 i Gentofte, var en dansk skådespelerska.

## Rollista i urval
- 1941 – Alla gå kring och förälska sig
- 1942 – Lykken kommer
- 1952 – To minutter for sent
- 1958 – Världens rikaste flicka
- 1966 – Jag – en älskare
- 1966 – Vår fantastiska dadda
- 1967 – Jag en markis - med uppdrag att älska
- 1969 – Tänk på ett tal
- 1974 – Överklassens hemliga sexorgier
- 1978 – I skyttens tecken